# Liste der Wüstungen im Hochtaunuskreis

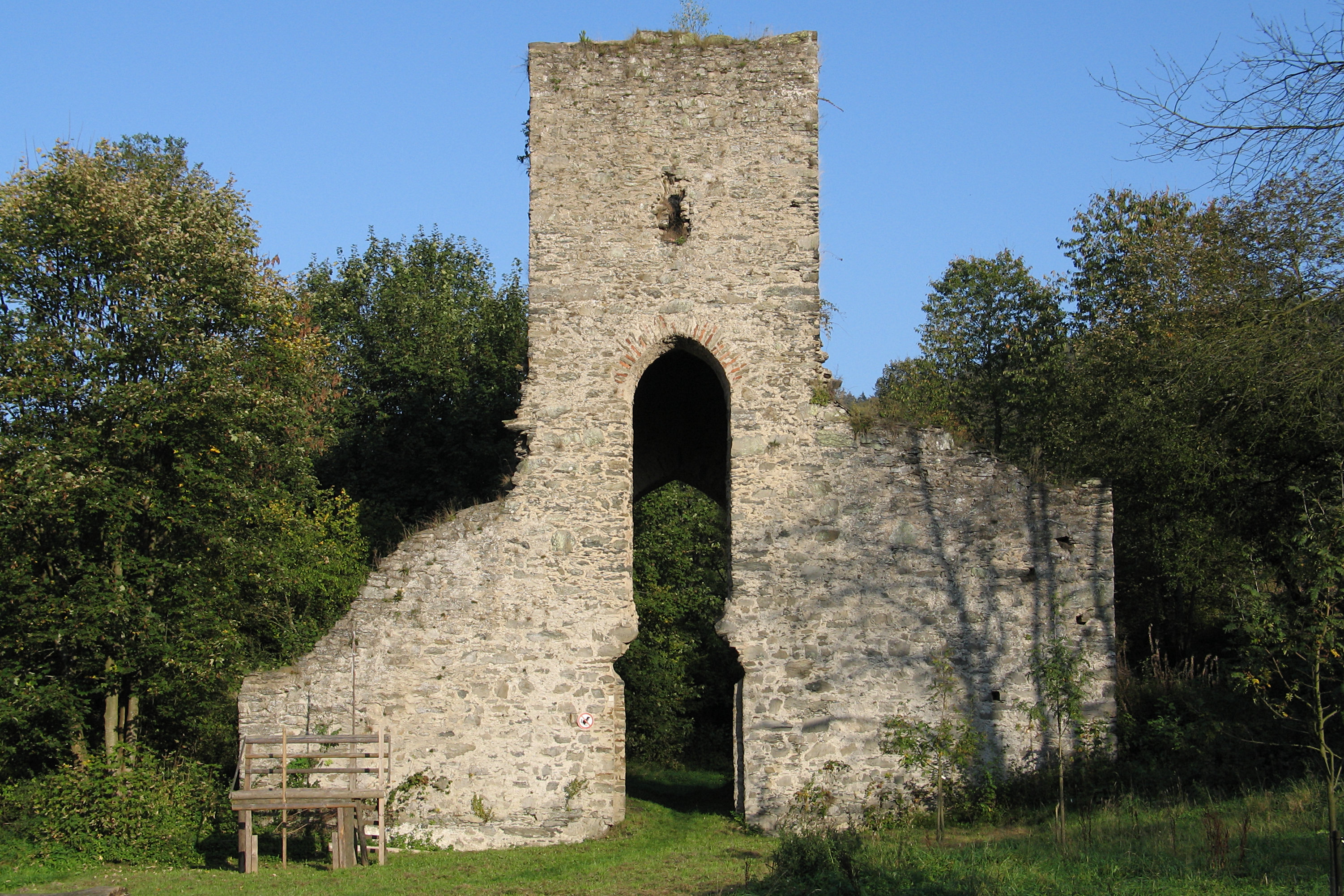
Kirchturmruine Landstein

Diese Liste führt die Wüstungen im Hochtaunuskreis auf.
Vorbemerkungen: Die Existenz von Wüstungen ist typischerweise durch Nennung in Urkunden oder auf Karten belegt. Das Datum der Ersterwähnung ist daher typischerweise kein Gründungsdatum. Die Gründung erfolgte früher. Noch ungenauer ist die Datierung der Aufgabe der Wüstung. Sofern sich keine Kartenangaben mit dem Hinweis „Wüstung“ finden, ist der Zeitpunkt nur dadurch abzuschätzen, dass der Ortsname ab einem bestimmten Zeitpunkt nicht mehr in Urkunden vorkommt. Auch die Lokalisierung ist meist ungenau. Quellen hierzu sind Flurnamen oder historische Karten. Die angegebenen Geokoordinaten sind daher nicht als exakte Angaben zu verstehen. Ebenfalls typisch ist die Vielfalt an Schreibweisen. Teilweise ist es dadurch nicht möglich, zu beurteilen, ob zwei Namen auch zwei Orte bezeichneten oder dies nur Schreibweisen waren.

## Liste der Wüstungen
| Name(n)                                                                                  | Lage                                                                                 | Ersterwähnung          | Letzte Erwähnung                           | Anmerkung |
| ---------------------------------------------------------------------------------------- | ------------------------------------------------------------------------------------ | ---------------------- | ------------------------------------------ | --- |
| Alt-Cratzenbach 50° 19′ 17,3″ N, 8° 22′ 9,1″ O                                           | Cratzenbach (westlich des Ortes)                                                     | 1579                   | 1579                                       | Es besteht heute noch der Flurname Altcratzenbach |
| Alt-Dillingen Dillunge Tullingen Dollingen Dullingen 50° 14′ 50,7″ N, 8° 38′ 46,9″ O     | Seulberg, südlich des Bahnhofs Friedrichsdorf                                        | 1192                   | 16. Jahrhundert                            | Siehe auch Dillingen (Friedrichsdorf) |
| Alt-Dornholzhausen Holzesheim Dürreholz 50° 14′ 22,6″ N, 8° 35′ 26,1″ O                  | Dornholzhausen, östlich des heutigen Ortes                                           | 1401                   | 1580                                       | Flurname „Holzesheimer Feld“ |
| Alt-Michelbach = Elderode? 50° 22′ 40″ N, 8° 31′ 38,3″ O                                 | Michelbach                                                                           | 1280                   | 15. Jahrhundert                            | 1710/16 neu gegründet. Die Identität mit Elderode ist unklar. Es bestehen Flurnamen „Elde(n)rod“ und in der Gemarkung Eschbach „Elternrod“.                                                                                                  |
| Alt-Seelenberg Selderberg Sellenberg Suderberg Selenberg 50° 15′ 41,7″ N, 8° 24′ 50,3″ O | Seelenberg                                                                           | 1272                   | 1595                                       | [ 5 ] |
| Alt-Wernborn Berinburnyn Berenbrunnen                                                    | Wernborn                                                                             | 1191                   | 0                                          | Flurname „Im alten Wernborn“ |
| Alt-Wilhelmsdorf Hü(h)nergesäß Hunengesesse 50° 20′ 33,5″ N, 8° 29′ 6″ O                 | Wilhelmsdorf, neuer Hof                                                              | 1280                   | 1669                                       | Flurname „Hühnergesäß“ |
| Auf der Sorge → siehe Sorge                                                              |                                                                                      |                        |                                            | |
| Bizzenbach                                                                               | Wehrheim 50° 18′ 18,3″ N, 8° 35′ 54,1″ O 50° 18′ 23,7″ N, 8° 36′ 48,2″ O             | 1310                   | 1536                                       | Angeblich bestand ein Ober-Bizzenbach und ein Unter-Bizzenbach. |
| Breitenbach                                                                              | Oberlauken 50° 20′ N, 8° 26′ O                                                       | 1401                   | um 1450                                    | |
| Dillenberg identisch mit Veltmarshausen?                                                 | Oberreifenberg, östlich des Ortes                                                    | 0                      | 1675                                       | Keine schriftlichen Erwähnungen. Darstellung auf einer Karte von 1675 als Wüstung. Flurname „Dillenberg“ |
| Dittelshain Dietelshain u. ä.                                                            | Schloßborn, nordöstlich des Ortes                                                    | 13. Jahrhundert        | 1566                                       | Flurnamen „Wiesen im Dettelshain“ und „Wiesen im Dittelshain“ und „Dettelhainer Kirchhof“. Die Waldstücksbezeichnung Kilbskirchenhof (benannt nach dem späteren Besitzer Kilb) soll der Standort des Friedhofs von Dittelshain gewesen sein. |
| Durchhain Durchhane Dirchhain Dorchhain Dorckheim                                        | Rod am Berg, südwestlich des Ortes                                                   | 1398                   | 1580                                       | |
| Dutmannshausen Ditmannshausen?                                                           | Schmitten im Taunus, am oberen Niedbach                                              | 0                      | 1675                                       | Keine schriftlichen Erwähnungen. Darstellung auf einer Karte von 1675 als Wüstung. Flurname „Dutmannswald“ und „Tuttmannswald“ in der Gemarkung Niederreifenberg                                                                             |
| Eichelbach                                                                               | Rod an der Weil                                                                      | 1335                   | 1410                                       | Siehe Burg Eichelberg (Weilrod) und Eichelbacher Hof |
| Eldenrode → siehe Alt-Michelbach                                                         |                                                                                      |                        |                                            | |
| Faule(n)berg(en)                                                                         | Arnoldshain an der Westseite des Aubachs                                             | 0                      | 1675                                       | Keine schriftlichen Erwähnungen. Darstellung auf einer Karte von 1675 als Wüstung. Bergbausiedlung, mehrfach kartographisch erwähnt. Flurname „Fauleberg“.                                                                                   |
| Finkenhain                                                                               | Laubach (Taunus) 50° 21′ 26,6″ N, 8° 26′ 52,9″ O                                     | 1100                   | 1580                                       | |
| Frankenbrücken Frankinbruckin                                                            | Schloßborn                                                                           | 1226                   | 1433                                       | Flurnamen „Frankenbach“, Frankenlach" und „Frankenlachseck“ |
| Fronrode Fronroide Frohn röder Schaafhof                                                 | Kronberg im Taunus                                                                   | 1327                   | 0                                          | Der heutige Schaafhof. |
| Gattenhofen (identisch mit Gonzenheim?) Goczenhane Goczenheim                            | Oberursel, südwestlich des Bahnhofs                                                  | 1351                   | 1488                                       | Flurnamen „Gattenhöfer Loch“, „Gattenhöfer Mühle“ und „Gattenhöfer Weg“ |
| Geroldsheim? Geroldshain                                                                 | Falkenstein zwischen Ödenröther Weg und Falkensteiner Leimenkautsweg                 | 0                      | 18. Jahrhundert                            | Darstellung auf einer Karte des 18. Jahrhunderts, Flurnamen „Geroldsheimer Feld“ |
| Gründorf?                                                                                | Dorfweil am Leistenbach                                                              | 0                      | 1675                                       | Keine schriftlichen Erwähnungen. Darstellung auf einer Karte von 1675 als Wüstung. |
| Hattstein                                                                                | Zwischen Schmitten im Taunus und Oberreifenberg unterhalb der Burg Hattstein         | 1294                   | 15. Jahrhundert                            | Früher befand sich dort auch die Hattsteiner Mühle |
| Hausen                                                                                   | Oberursel zwischen Eichwäldchen und Hohemarkstraße                                   | 1401                   | 15. Jahrhundert                            | Flurnamen Häuserfeld,- hain, - mühl, -schlag, -mühl |
| Hausen → siehe Kleinhausen                                                               |                                                                                      |                        |                                            | |
| Helbigshain Halbigshain Hellwigsheim                                                     | Kronberg im Taunus unterhalb Falkensteiner Stock                                     | 0                      | Karte des 18. Jahrhunderts                 | Flurnamen „Helbigshain“, „Helbigshainer Weg“, „Helbigshainer Wiesen“ |
| Heuchelheim Heuchilheim                                                                  | Bad Homburg vor der Höhe östlich des Gotischen Hauses 50° 14′ 2,5″ N, 8° 34′ 38,1″ O | 0                      | 1528                                       | Flurnamen Heuchelbach, „Heuchelheimer Feld“, „Heuchelheimer Hohl“, „Heuchelheimer Weg“ |
| Heuchelheim                                                                              | Schloßborn südlich des Ortes nahe dem Silberbach                                     | 0                      | 0                                          | Flurname Heuchelheim |
| Hinterweil Scanwilla Hinderwilen                                                         | Dorfweil am unteren Aubach                                                           | Anfang 13. Jahrhundert | 1401                                       | |
| Holzberg                                                                                 | Kransberg 50° 21′ 24,8″ N, 8° 35′ 55,7″ O                                            | 1275                   | Dreißigjähriger Krieg                      | |
| Kleinhausen Wenigenhausen Wenigenhusen                                                   | Hausen-Arnsbach 50° 18′ 38,8″ N, 8° 30′ 41,1″ O                                      | 1274                   | 1404                                       | |
| Landstein                                                                                | Altweilnau 50° 18′ N, 8° 26′ O                                                       | 1350                   | 1556                                       | |
| Lippenhain(e)                                                                            | Gemünden, südlich des Ortes                                                          | 1474                   | 1615                                       | Flurnamen „Lippenhainer Feld“ und „Lippenhain“ in der Gemarkung Grävenwiesbach und Rod an der Weil |
| Lubrechtsborn Liebrechtsborn Ruprechtsborn                                               | Schloßborn                                                                           | 1433                   | 0                                          | [ 16 ] |
| Mittelstedten                                                                            | Oberursel, nordöstlich des Ortes                                                     | 1303                   | um 1600                                    | Flurnamen „Mittelstedter Feld“, „Mittelstedter Gericht“ und „Mittelstedter Linde“ (Naturdenkmal) |
| Molnhusen Mühlhausen                                                                     | Schloßborn, südlich des Ortes                                                        | 0                      | 1453                                       | Flurnamen „Im Moellese“, „Mühleser Berg“, „Mühlhauserberg“ und „Müllersberg“ |
| Neidhausen Nithusen                                                                      | Schloßborn an der Grenze zu Kröftel                                                  | 1433                   | 0                                          | Flurnamen „Neitzer(wiesen)hag“, „Neidhäuser Heid“ in der Gemarkung Kröftel |
| Niederbommersheim                                                                        | Bommersheim nahe der Autobahn                                                        | 1235                   | 1438                                       | Das heutige Bommersheim wurde damals als Oberbommersheim bezeichnet. Flurnamen „In Niederbommersheim“, „Niederbommersheimer Feld“ |
| Niederholzburg Unterholzburg Hulzberg                                                    | nahe Kransberg, aber auf Wehrheimer Gemarkung 50° 21′ N, 8° 37′ O                    | vor 1194               | 1316                                       | Flurnamen Holzbach, Holzberg und Holzburg; Wüst gefallene Niederungsburg. Die Niederholzburg, eher Wasserburg als Ort, war bis nach 1194 Reichsgut und vor 1208/18 Teil der Mörler Mark. Im Früh- und Hochmittelalter zur Wetterau gehörig.  |
| Niederstedten                                                                            | Oberstedten 50° 13′ N, 8° 35′ O                                                      | 1263                   | 1587                                       | |
| Niedernhain                                                                              | Wehrheim südlich des Ortes                                                           | 1243                   | 0                                          | Landwirtschaftliches Gut und Häusergruppe, aus der das Kloster Thron hervorging, siehe auch Obernhain |
| Niederstedten                                                                            | Bad Homburg vor der Höhe 50° 13′ N, 8° 35′ O                                         | 1401                   | um 1550                                    | Flurnamen „Niederstedter Feld“, „Niederstedter Kirch“, „Niederstedter Kirchhof“ und „Niederstedter Kirchhofslinde“ |
| Niedgesthal Nötgesthal                                                                   | Zwischen Treisberg und Seelenberg nahe der Einmündung des Saubaches                  | 1274                   | 1675                                       | Flurnamen Niedgestalter (und ähnliches) Bach, Grund, Weg, auch in den Gemarkungen von Schmitten und Finsternthal |
| Oberdorf (Arnoldshain)                                                                   | Arnoldshain am Krimmelberg und Krötenbach                                            | 0                      | 1675 auf einer Karte als „wüst“ bezeichnet | |
| Oberholzburg                                                                             | Gemarkung Kransberg, nördlich Friedrichsthal 50° 21′ N, 8° 37′ O                     | 0                      | 0                                          | Wüst gefallener Ort. Im Früh- und Hochmittelalter zur Wetterau gehörig. |
| Oberlaubach                                                                              | Laubach 1,5 km nördlich des Gemeindegebietes                                         | 0                      | 0                                          | 0 |
| Pardebach Pferdebach                                                                     | Grävenwiesbach zwischen Wilhelmsdorf und Michelbach                                  | 1280                   | 1530                                       | nach Kloft südlich Hasselborn |
| Petrissa Petershausen                                                                    | Brombach?                                                                            | 888                    | 10.–11. Jahrhundert                        | Flurnamen Petersweg, in Hausen-Arnsbach Petersborn, in Usingen Petris Gärten, in Obernhain Peterweg und in Cratzenbach Peterswies |
| Pohlburg(en) Pohlberg                                                                    | Oberreifenberg nahe Kastell Kleiner Feldberg                                         | 1675 Karte             |                                            | |
| Raupenhain Taubenhain Ruppenhane (1482) Rappenhain (1579) Engelstein                     | Hasselbach nördlich des Ortes                                                        | 1482                   | 15. Jahrhundert                            | Flurnamen „Im Raupenhain“, „Raupenhainer Berg“, „Raupenhainer Weg“ |
| Rosbach                                                                                  | Riedelbach südwestlich des Ortes an der Grenze zu Steinfischbach                     | 1274                   | vor 1559                                   | Flurnamen Roßbach oder Rosbach |
| Ruthardshain Ruthardishain                                                               | Kronberger Wald nordwestlich des Bürgelkopfs                                         | 1339                   | 0                                          | Ruinenreste der Antoniuskapelle am Standort. Flurname Ruders. |
| Sarmsbach Samyrsbach                                                                     | Arnsbach                                                                             | 1300                   | 1402                                       | 17010 wird noch ein Armsbach erwähnt. Vorgängersiedlung von Hausen-Arnsbach? |
| Schneebach                                                                               | Hasselbach südöstlich des Ortes                                                      |                        |                                            | |
| Sorge Auf der Sorg 50° 17′ N, 8° 28′ O                                                   | Brombach an der Weil Richtung Dorfweil                                               | 1401                   | vor 1659                                   | Flurnamen: Sorge, Sorgenborn, Sorgergrund, Sorgisee |
| Stahlnhain                                                                               | Neu-Anspach 50° 17′ N, 8° 31′ O                                                      | 1370                   | Ende des 14. Jahrhunderts                  | [ 23 ] |
| Stockheim Stogheim                                                                       | Usingen 50° 20′ N, 8° 30′ O                                                          | 1195                   | 1456                                       | Siehe auch Stockheimer Gericht |
| Tal                                                                                      | Neuweilnau nahe Erbismühle                                                           | 0                      | 0                                          | wird auch als Bezeichnung für Niederreifenberg genutzt. |
| Taubenhain → siehe Raupenhain                                                            |                                                                                      |                        |                                            | |
| Veltmarshausen Vellmershausen Velpershausen Feldbergshausen                              | Oberreifenberg, östlich des Ortes am Galgenkopf                                      | 1539                   | 1675 Karte wüst                            | Möglicherweise identisch mit Dillenberg |
| Wanbach → siehe Wimbach                                                                  |                                                                                      |                        |                                            | |
| Weil(s)berg(en)                                                                          | Niederreifenberg ca. 1 km südlich des Ortes nahe der früheren Sprungschanze          | 1675 Karte wüst        | 0                                          | Flurname Weilsberg |
| Wenigenhusen → Kleinhausen                                                               |                                                                                      |                        |                                            | |
| Willkommenhausen Wilcenhusen                                                             | Friedrichsdorf nahe dem Geisborn                                                     | 1363                   | 1367                                       | Flurnamen: Willkommenshäuser Bach, Willkommenhäuser Feld |
| Wimbach Wambach Weinbach                                                                 | Merzhausen nordöstlich des Ortes an Sattelbach und Erdfunkstelle Usingen             | 1405                   | 0                                          | Flurnamen Auf/An dem Wimbacher Berg, Wimbacher bzw. Wimicher Born |
| Zum Elend                                                                                | Winden bzw. Heinzenberg am Utenhof                                                   | 1526                   | 0                                          | Flurname Elendsmühler Acker |
| Zum Hof (Wüstung, Gemünden)                                                              | Gemünden ost-südöstlich des Ortes                                                    | 1410                   | 0                                          | Flurname Rödern |
| Zum Hof (Wüstung, Usingen) Hofstatt                                                      | Usingen am südlichen Ortsrand oder bei Stockheim                                     | 1405                   | 1502                                       | |